# Annabel Ellwood
Annabel Ellwood (2 februari 1978) is een tennisspeelster uit Australië.
Zij begon op negenjarige leeftijd met tennis.
In 1995 speelde zij op het Australian Open haar eerste grandslamtoernooi, zowel in het damesenkel- als in het damesdubbelspel. In beide gevallen werd zij in de eerste ronde uitgeschakeld. In 1998 bereikte zij in het enkelspel de derde ronde van het Australian Open – in het damesdubbelspel kwam zij op alle vier de grandslamtoernooien eenmaal in de derde ronde.

## Privé
Annabel Ellwood is de zus van ATP-tennisser Ben Ellwood, waarmee zij eenmaal op een grandslamtoernooi in het gemengd dubbelspel uitkwam, op het Australian Open 1998 – in het gemengd dubbelspeltoernooi van Wimbledon 1999 speelde zij in de eerste ronde juist tegen hem; zij won.

## Posities op deWTA-ranglijst
Positie per einde seizoen:
| jaar | ranking enkelspel | ranking dubbelspel |
| ---- | ----------------- | ------------------ |
| 1993 | 486               | 559                |
| 1994 | 196               | 226                |
| 1995 | 144               | 366                |
| 1996 | 105               | 87                 |
| 1997 | 93                | 60                 |
| 1998 | 125               | 142                |
| 1999 | 106               | 108                |
| 2000 | 222               | 98                 |
| 2001 | 169               | 84                 |
| 2002 | 1027              | –                  |

## Palmares
| Legenda                |
| ---------------------- |
| Grandslamtoernooi      |
| Olympische Spelen      |
| Year-End Championships |
| Tier I                 |
| Tier II                |
| Tier III               |
| Tier IV & V            |

### WTA-finaleplaatsen enkelspel
geen

### WTA-finaleplaatsen vrouwendubbelspel
| nr.              | finale     | toernooi     | ondergrond | partner            | tegenstandsters           | score    |         |
| ---------------- | ---------- | ------------ | ---------- | ------------------ | ------------------------- | -------- | ------- |
| gewonnen finales |            |              |            |                    |                           |          |         |
| geen             |            |              |            |                    |                           |          |         |
| verloren finales |            |              |            |                    |                           |          |         |
| 1.               | 2001-01-13 | WTA Canberra | hardcourt  | Nannie de Villiers | Nicole Arendt Ai Sugiyama | 4-6, 6-7 | details |

## Resultaten grandslamtoernooien
| Legenda | Legenda                          |
| ------- | -------------------------------- |
| g.t.    | geen toernooi gehouden           |
| l.c.    | lagere categorie                 |
| –       | niet deelgenomen                 |
| G       | uitgeschakeld in de groepsfase   |
| 1R      | uitgeschakeld in de eerste ronde |
| 2R      | uitgeschakeld in de tweede ronde |
| 3R      | uitgeschakeld in de derde ronde  |
| 4R      | uitgeschakeld in de vierde ronde |
| KF      | uitgeschakeld in de kwartfinale  |
| HF      | uitgeschakeld in de halve finale |
| F       | de finale verloren               |
| W       | het toernooi gewonnen            |
| w-v     | winst/verlies-balans             |

### Enkelspel
| Toernooi        | 1995 | 1996 | 1997 | 1998 | 1999 | 2000 | 2001 | w-v |
| --------------- | ---- | ---- | ---- | ---- | ---- | ---- | ---- | --- |
| Australian Open | 1R   | 1R   | 2R   | 3R   | 1R   | 1R   | 1R   | 3-7 |
| Roland Garros   | –    | –    | 1R   | 1R   | –    | –    | –    | 0-2 |
| Wimbledon       | –    | 1R   | 1R   | –    | –    | –    | –    | 0-2 |
| US Open         | –    | 2R   | 1R   | –    | –    | –    | –    | 1-2 |

### Vrouwendubbelspel
| Toernooi        | 1995 | 1996 | 1997 | 1998 | 1999 | 2000 | 2001 | 2002 | w-v |
| --------------- | ---- | ---- | ---- | ---- | ---- | ---- | ---- | ---- | --- |
| Australian Open | 1R   | 2R   | 2R   | 1R   | 1R   | 3R   | 1R   | 1R   | 4-8 |
| Roland Garros   | –    | 2R   | 1R   | 1R   | 1R   | 1R   | 3R   | –    | 3-6 |
| Wimbledon       | –    | –    | 1R   | 1R   | 1R   | 3R   | 1R   | –    | 2-5 |
| US Open         | –    | 1R   | 3R   | 1R   | 1R   | 1R   | 1R   | –    | 2-6 |

### Gemengd dubbelspel
| Toernooi        | 1996 | 1997 | 1998 | 1999 |    | 2001 | 2002 | w-v |
| --------------- | ---- | ---- | ---- | ---- | -- | ---- | ---- | --- |
| Australian Open | –    | –    | 1R   | –    | 2R | 2R   | 2-3  |     |
| Roland Garros   | –    | 1R   | –    | 1R   | –  | –    | 0-2  |     |
| Wimbledon       | 3R   | –    | 2R   | 2R   | 1R | –    | 4-1  |     |
| US Open         | –    | –    | –    | –    | –  | –    | 0-0  |     |